# Dipole Repeller

Gravitationele aantrekkingskracht veroorzaakt beweging naar dichtbevolkte gebieden en tegelijkertijd verdringt gravitatieafstoting materie uit een leeg gebied, volgens het "Dipole Repeller"-model. De kleine cirkels en hun streepjes geven de sterrenstelsels en richtingen van hun respectievelijke bewegingen weer.

De Dipole repeller is een superholte (een enorm leeg gebied) in de kosmos waaruit de sterrenstelsels lijken weg te trekken.
Het heeft schijnbaar een zwaartekrachtsafstotende invloed op de bewegingen van sterrenstelsels in het heelal, in tegenstelling tot de Shapley attractor.

## Ontdekken
De ontdekking ervan werd aangekondigd op 30 januari 2017 door een team van wetenschappers van de Franse CEA, Claude Bernard Lyon I Universiteit, de Universiteit van Hawaï en de Hebreeuwse Universiteit van Jeruzalem. Het zou de richting en snelheid van 631 km/s verklaren waarmee van de Lokale Groep beweegt. Ter vergelijking: de baansnelheid van de Aarde rond de zon is 30 km/s. Het zonnestelsel roteert met een snelheid van 230 km/s rond het centrum van de Melkweg.
De Shapley attractor, die in tegenovergestelde richting ten opzichte van de Lokale groep ligt, creëert een aantrekkende kracht en veroorzaakt daardoor een beweging van sterrenstelsels. Deze gelokaliseerde aantrekkingskracht, aangevuld met het mogelijke effect van de Dipole repeller, is de belangrijkste bijdrage aan de dipoolanisotropie van de kosmische achtergrondstraling.
De Dipool repeller bevindt zich op een afstand van 220 megaparsec (717 miljoen lichtjaar) van de Melkweg, en valt samen met een superholte (een gebied waar de dichtheid van sterrenstelsels laag is).
Dit complex, van de Shapley attractor tot de Dipole repeller, beslaat bijna 1,7 miljard lichtjaren en vormde in 2017 het grootste in kaart gebrachte gebied in het waarneembare universum.
De auteurs van het artikel in Nature Astronomy van januari 2017 stellen dat de metingen van de snelheid van de afstand tot de Dipool Repeller onverenigbaar zijn met een verklaring die uitsluitend gebaseerd is op een aantrekkende gravitatiekracht. Geen enkele waargenomen concentratie van materie (die andere materie aantrekt door middel van de zwaartekracht) kan de waargenomen snelheden en richtingen van afstand tot sterren en sterrenstelsels verklaren. We kunnen dus de aanwezigheid van een extra kracht waarnemen waarvan de aard volgens deze auteurs niet is gespecificeerd:
Kosmoloog Jean-Pierre Petit heeft een mogelijke verklaring gegeven voor dit fenomeen aan de hand van het Janus-model. De aanwezigheid van niet-opspoorbare 'negatieve massa's' in het midden van de superholte zou ook negatieve gravitatie-effecten veroorzaken.
Hetzelfde onderzoeksteam identificeerde in september 2017 een tweede superholte met afstotende kracht: de Cold Spot Repeller.